# Mas Passamaner
Mas Passamaner és una torre modernista que es troba al Camí de la Serra, 52, al municipi de La Selva del Camp, al Baix Camp. És atribuït a Lluís Domènech i Montaner, qui el projectaria al final de la seva carrera, amb 72 anys, i a Pere Domènech Roura.

## Descripció
Es tracta d'un edifici d'estructura clàssica, atribuït a Lluís Domènech i Montaner, que es va construir adossat a una petita masia preexistent, i aquesta va quedar totalment integrada a la nova construcció per la part exterior. Es tracta d'un habitatge de grans dimensions amb façana asimètrica a tres nivells: el central, més alt, amb una torre rematada per un frontó trencat amb fornícula i teulada a doble vessat; el de l'esquerra, on s'ubica la porta principal, amb teulada a quatre vessants, i el de la dreta amb teulada a doble vessant.
Com a element a destacar, el balcó de la primera planta flanquejat per columnes tornejades de maó, amb un mirador adossat de finestra geminada, amb el mateix tipus de columnes i capitells de pedra esculpida. La façana està decorada amb rajoles de color blau cel i esgrafiats, i a les obertures s'aprecien treballs d'obra vista a les cornises, columnes i altres elements arquitectònics, ceràmica vidrada als rosetons i reblons, i baranes de ferro forjat. Es conserva encara la fusteria original dels tancaments de portes, balcons i finestres, pintades en color blau. Actualment es fa servir com a hotel de luxe i a l'entorn s'han afegit altres elements annexos.

## Història
Aquesta mansió és una mostra de l'esplendor econòmic de la dècada del 1920 a Catalunya. Fou construïda per l'empresari Joan Boqué i Reverter, president de la Cambra de Comerç de Reus, en una època de transició entre el modernisme i el noucentisme. El nom de la casa prové de l'ofici de la família d'origen del primer propietari, amb què es coneixia la família a la contrada, encara que va ser amb els vins i els fruits secs com va forjar la seva fortuna. Posteriorment l'edifici fou adquirit per la família García Puertas, que ha transformat l'habitatge en un hotel després d'una intensiva restauració.